# Калла, Юсуф
Мухаммад Юсуф Калла (индон. Muhammad Jusuf Kallaо файле), более известный как Юсуф Калла (род. 15 мая 1942) — индонезийский государственный и политический деятель, вице-президент страны с 20 октября 2014 по 20 октября 2019 года. Занимал вице-президентский пост также в 2004—2009 годах, ранее — различные правительственные должности. Выдвигался кандидатом от партии Голкар на президентских выборах 2009 года.

## Ранние годы
Юсуф Калла родился 15 мая 1942 года в Ватампоне (Южный Сулавеси). Его родителями были Хаджи и Атчира Калла. Он был вторым ребёнком в семье из десяти детей.
После окончания школы, Калла учился в университете Хасануддин в Макасаре. Состоял в организациях Учащиеся мусульмане Индонезии и Ассоциация мусульманских студентов. В 1965 году Там стал активным деятелем антикоммунистического студенческого союза КАМИ, который принял активное участие в разгроме КПИ и свержении президента Сукарно. Калла был избран председателем филиала КАМИ в Южном Сулавеси. Поддерживал генерала Сухарто, стал членом регионального Совета народных представителей (DPR) и председателем Молодёжного отдела Голкара, когда он ещё был Объединённым секретариатом (Sekber).

## Бизнес
В 1967 году Калла закончил экономический факультет университета Хасануддин. Экономическая ситуация была мрачной в то время, и его отец, Хаджи, предусматривал закрытие семейного бизнеса. Оставив в стороне его политическую деятельность, Юсуф Калла стал генеральным директором NV Hadji Kalla в 1968 году, в то время как Хаджи стал председателем компании. Сначала бизнес не был прибыльным: в фирме был всего один сотрудник, не считая его матери, помогающей ему тогда торговлей шелком и ведением небольшой транспортировочной компании с тремя автобусами.
Однако постепенно дела у фирмы пошли лучше. NV Hadji Kalla расширилась и стала предлагать услуги в таких сферах, как гостиничный бизнес, строительство, продажа автомобилей, морские перевозки, недвижимость, транспорт, телекоммуникации, также у компании появились фермы по выращиванию креветок. Помимо того, что Калла был генеральным директором NV Hadji Kalla, он также являлся и генеральным директором дочерних компаний предприятий. В 1977 году Калла окончил INSEAD, международную бизнес-школу в Фонтенбло, к югу от Парижа.

## Текущая деятельность
Помимо деловой карьеры, Калла принимает активное участие в различных организациях. С 1979 по 1989 годы он был председателем Ассоциации индонезийских выпускников-экономистов (ISEI) в Макасаре и продолжает быть советником ISEI до сих пор. Калла поддерживает связи с палатой торговли и промышленности (KADIN). С 1985 по 1998 он был председателем KADIN в Южном Сулавеси и был координатором KADIN в восточной Индонезии. Кроме того, Калла является членом советов попечителей в трёх университетах Макасара. Калла способствовал строительству мечети Аль-Марказ и стал председателем её исламского центра.

## Политическая карьера

### Член Народного консультативного конгресса
Калла вернулся в политику в 1987 году, когда стал депутатом Народного консультативного конгресса (НКК) от Южного Сулавеси. Он будет вновь назначен на эту должность в 1992, 1997 и 1999 годах.

### Президентство Вахида и Мегавати Сукарнопутри
Когда Абдуррахман Вахид был избран президентом в 1999 году, Калла был включен в число министров и стал министром промышленности и торговли. Эту должность Юсуф Калла занимал в течение шести месяцев, когда в апреле 2000 года Вахид заставил его и министра государственных предприятий Лаксамана уйти в отставку. Вахид обвинял Юсуфа Калла и Лаксамана в коррупции, однако доказательств этого предоставлено не было.
В июле 2001 года на специальной сессии НКК Вахида отстранили от власти и должность президента заняла Мегавати Сукарнопутри. Она включила Юсуфа Калла в свой кабинет, предоставив ему должность «министра-координатора по вопросам народного благосостояния». Калла помог разрешить межрелигиозный конфликт в городе Посо на его родном острове Сулавеси. Он способствовал переговорам, которые привели к подписанию соглашения Малино II 20 декабря 2001 года, которым был закончен конфликт, который шёл три года. Два месяца спустя Калла помог разрешить ещё один конфликт на Сулавеси. 12 февраля 2002 года Калла совместно с тогдашним министром-координатором по вопросам политики, безопасности и права Сусило Бамбангом Юдойоно удалось решить аналогичный конфликт на острове Амбон и Молуккских островах.

### Дорога к вице-президентству
Став популярным политиком из-за помощи в разрешении конфликта на Сулавеси, Калла решил участвовать в президентских выборах 2004 года, и в августе 2003 года выдвинул свою кандидатуру на пост вице-президента, хоть и хотел первоначально идти на выборы в качестве кандидата в президенты. Он должен был быть партнёром яванца-кандидата в президенты и его неяванское происхождение считалось оружием Голкара за голоса избирателей, так как яванцам получить голоса от жителей всей Индонезии было бы сложнее.
За несколько дней до Национального собрания партии Голкар Калла принял решение о выходе из президентской гонки. Калла вскоре принял предложение Сусило Юдойоно, который был кандидатом от Демократической партии, который предложил стать Юсуфу Калла своим напарником. Пара позже получила поддержку партии Звезды и Полумесяца (PBB), партии Справедливости и единства (PKPI), и партии Реформистской Звезды (PBR).
5 июля 2004 года состоялись президентские выборы. Калла и Юдойоно заняли первое место с 33 % голосов. Тем не менее для избрания требовалось 50 % голосов и Юдойоно предстоял второй тур против тогдашнего президента Индонезии Мегавати Сукарнопутри.
Во время второго тура Мегавати Сукарнопутри сформировала коалицию из Демократической партии борьбы Индонезии, Голкара, партии Единства и развития, партии Процветающего мира и Национальной партии Индонезии. В то время Юдойоно собрал и консолидировал политическую поддержку со стороны других партий, Калла обратился за поддержкой к Голкару. Игнорируя партийную линию поддерживающие Юсуфа Калла члены партии, во главе с Фахми Идрис, заявили о своей поддержке Калла и Юдойоно. 20 сентября 2004 года Калла и Юдойоно победили во втором туре с 60,87 процентами голосов.

### Первое вице-президентство

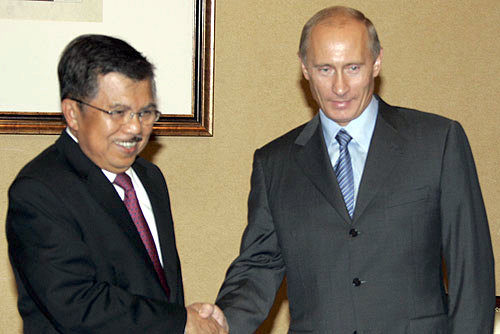
Юсуф Калла с президентом России Владимиром Путиным, 2007 год

Хотя Юдойоно набрал подавляющее большинство голосов на выборах, его позиции в Совете народных представителей были слабыми. Демократическая партия вместе со всеми своими партнёрами по коалиции была ещё слишком слаба, чтобы бороться с Голкаром и Демократической партии борьбы Индонезии, которые теперь играли роль оппозиции.
На Национальном конгрессе партии Голкар, который состоялся в декабре 2004 года, Юдойоно и Калла первоначально поддержали спикера Совета народных представителей Агунга Лаксоно в стремлении стать главой партии. Когда Агунг показался слишком слабым для того, чтобы противостоять Акбару, Юдойоно и Калла предложили на эту должность Сурья Палоха. Наконец, когда Палох также показался слабым для противостояния Акбару, Юдойоно дал зелёный свет для баллотирования Юсуфа Калла на председательство в Голкаре. 19 декабря 2004 года Калла был выбран новым председателем партии.
Первым признаком соперничества был инцидент во время цунами в Индийском океане, когда Калла, по-видимому, по своей инициативе, собрал министров и подписал указ вице-президента о начале работ по восстановлению провинции Ачех. Законность этого указа была поставлена под сомнение, хотя Юдойоно и утверждал, что именно он отдавал приказы Юсуфу Калла.
Второй признак был в сентябре 2005 года, когда Юдойоно отправился в Нью-Йорк для участия в ежегодном саммите Организации Объединённых Наций. Хотя Юдойоно заставил Калла взять на себя ответственность за разбирательства в Джакарте, казалось, что он стремится к поддержанию контроля за делами в Индонезии. Юдойоно проводил видеоконференции из Нью-Йорка для получения отчётов от министров. Критики предполагали, что такое поведение было выражением недоверия к Юдойоно.
Хотя казалось, что соперничество утихло, оно вновь появилось в октябре 2006 года, когда Юдойоно создал «Президентский комплекс работ по организации программы реформирования» (UKP3R). Критики не исключали того, что создание этого подразделения было попыткой Юдойоно по исключению Юсуфа Калла из правительства. Юдойоно быстро уточнил, что при осуществлении надзора UKP3R, он будет оказывать помощь Калла.

### Президентские выборы 2009 года
Калла баллотировался на пост президента от партии Голкар в 2009 году вместе с генералом Виранто, заняв третье место с 12.4 процентами голосов.

### Президентские выборы 2014 года
3 февраля 2012 года, на церемонии открытия штаб-квартиры индонезийского Красного Креста в провинции Риау Калла заявил о своей готовности баллотироваться на президентских выборах в 2014 году, если эта инициатива получит достаточную общественную поддержку. Однако в мае 2012 года он внезапно объявил, что не намерен участвовать в выборах; при этом он подчеркнул, что это решение никак не связано с решением руководства Голкара выдвинуть кандидатом от партии Абуризала Бакри. Калла заявил, что не держит никакой обиды на Бакри и не намерен конкурировать с ним. При этом, согласно социологическим опросам, на тот момент Калла имел большую поддержку у населения, чем Бакри. В конце 2012 года Калла вновь изменил своё решение, выразив согласие баллотироваться на пост вице-президента в паре с кандидатом в президенты Мегавати Сукарнопутри; при этом он подчеркнул, что согласен участвовать в выборах только в качестве кандидата, никак не аффилированного с Голкар.
19 мая 2014 года Юсуф Калла был официально выдвинут кандидатом в вице-президенты в паре с членом Демократической партии борьбы Индонезии и соратником Мегавати Джоко Видодо.
В президентских выборах 2019 года Юсуф Калла не участвовал, так как, согласно конституции, один и тот же человек не имеет права занимать пост вице-президента более двух раз в жизни. Его преемником в паре с Джоко Видодо был избран Мааруф Амин.
Несмотря на репутацию умеренного и миролюбивого политика, Юсуф Калла известен как политический союзник праворадикального движения Юность Панча Сила, возглавляемого адвокатом и преманским авторитетом Джапто Сурджосумарно.

## Личная жизнь
Жену Юсуфа Каллы зовут Муфида, в их семье пять детей — Мухлиса, Мусвира, Имельда, Солихин и Хаэрани.
После отставки с поста вице-президента занимается общественной деятельностью. 22 декабря 2009 года он был избран председателем индонезийского общества Красного Креста (Palang Merah Indonesia, PMI). Калла заявил, что под его руководством PMI улучшит национальные запасы крови для подготовки к какому-либо повышенному спросу на кровь для пациентов больниц и жертв стихийных бедствий.

## Награды

### Государственные награды
- Орден «Звезда Республики Индонезии» 2-й степени (2004)[20]

### Почётные учёные степени
- Индонезия — почётный доктор Индонезийского университета образования[англ.]
- Индонезия — почётный доктор Университета Бравиджая[англ.]
- Индонезия — почётный доктор Университета Индонезия
- Индонезия — почётный доктор Университета Хасануддин[англ.]
- Индонезия — почётный доктор Университета Шиа Куала[англ.]
- Малайзия — почётный доктор Университета Малайя;
- Япония — почётный доктор Университета Сока